# 婷芭克世家酒庄
婷芭克世家酒庄（Maison Trimbach）是一間著名的葡萄酒酒莊，位於法國的亞爾薩斯，此公司1626年於希克維爾成立，1840年代曾遷移到胡恩維，在第一次世界大戰後又搬回希克維爾。